# Осмоловський Тимур Ігорович
Тимур Ігорович Осмоловський (рос. Тимур Игоревич Осмоловский; 28 травня 2000, Майкоп, Росія — 25 вересня 2024, Україна) — російський футболіст.

## Біографія
27 серпня 2020 року дебютував у Першій лізі Росії за московський футбольний клуб «Спартак-2» у грі проти ФК «Краснодар-2». У 2023 році завершив кар'єру, після чого служив пастухом у Валаамському монастирі.
Учасник російського вторгнення в Україну. Загинув внаслідок удару безпілотника.